# 德川十六神將
德川十六神將（日语：／ Tokugawajūrokushinshō）是為了彰顯仕於徳川家康，並有創立江戶幕府最大功績的16位武將，而出現的稱呼。在江戶時代，德川家康及十六神将的畫像一直存放在東照宮，作為信仰而受人敬仰。

## 概要
模仿佛教繪畫的集體圖像，以供養和彰顯戰國大名家為目的，於是製作出集體肖像畫。選擇「16」這個數字的理由不明，不過以「16」為名數的，有賢劫十六尊、十六善神、十六羅漢、十六社等被宗教（特別是佛教）使用。而酒井忠次、本多忠勝、榊原康政、井伊直政4人就被特稱為「德川四天王」，守護持有「東照大權現」神號的家康，因此應該是佛教的「四天王」加上「十二神將」而合計成為「十六神將」。再加上12個功臣，合計有28人的「德川二十八神將」，在日光東照宮內受配祀。人選的準則不明，不過大部分都是三河時代開始出仕的家臣，在領土擴張時期，與家康一同在戰場上戰鬥的武功派武將。被認為是在吏僚派治世的家臣抬頭時，為了向後世流傳創業時期的困苦和活躍而被選出。

## 成員
德川四天王
- 酒井忠次（1527年—1596年）
- 本多忠勝（1548年—1610年）
- 榊原康政（1548年—1606年）
- 井伊直政（1561年—1602年）

其他
- 米津常春（1524年—1612年）
- 高木清秀（1526年—1610年)
- 內藤正成（1528年—1602年）
- 大久保忠世（1532年—1594年）
- 大久保忠佐（1537年—1613年）
- 蜂屋貞次（1539年—1564年）或植村家存（家政）(1541年—1577年）
- 鳥居元忠（1539年—1600年）
- 鳥居忠廣（？—1573年）
- 渡邊守綱（1542年—1620年）
- 平岩親吉（1542年—1611年）
- 服部正成（1542年—1596年）
- 松平康忠（1545年—1618年）或 松平家忠（1555年—1600年）

## 德川二十將
- 大須賀康高（1527年—1589年）
- 板倉勝重（1545年—1624年）
- 戶田忠次（1531年—1597年）
- 水野忠重（1541年—1600年）
- 渥美勝吉（1557年—？）
- 安藤直次（1555年—1635年）
- 酒井重忠（1549年—1617年）
- 松平定勝（1560年—1624年）
- 本多俊正